# Johann Hugo von Lente
Johann Hugo von Lente (* 1640 in Bremervörde; † 16. Januar 1718) war ein deutscher Jurist, der als Diplomat und schleswig-holsteinischer Staatsmann in den Diensten mehrerer Könige von Dänemark stand.

## Leben
Johann Hugo von Lente besuchte zunächst bis 1658 die Ritterakademie in Lüneburg und studierte sodann an der Universität Helmstedt. 1662 brach er gemeinsam mit seinem Bruder Friedrich (1639–1677) zur damals obligatorischen Grand Tour durch Italien, Frankreich und die Niederlande auf. 1666 trat er als Kammersekretär der Prinzessin Anna Sophie von Dänemark als künftiger Kurfürstin von Sachsen in dänische Dienste. König Friedrich III. von Dänemark setzte von Lente ab 1673 als Rat und diplomatischen Vertreter Dänemarks in der Hansestadt Lübeck ein. 1676 vertrat Lente Dänemark als außerordentlicher Gesandter auf dem Reichstag in Regensburg, 1679 in Frankfurt am Main und 1682–84 bei den Rheinischen Kurfürsten in Köln. 1685 wurde von Lente Gesandter beim Brandenburgischen Hof in Berlin. Danach wurde er in der Regierung der Herzogtümer von Schleswig-Holstein eingesetzt. Er wurde zunächst Vizekanzler in der Dänischen Kanzlei in Glückstadt an der Elbe. Als Bevollmächtigter Minister vertrat er Dänemark beim Frieden von Traventhal (1700) auf Schloss Traventhal bei Segeberg. Johann Hugo von Lente stieg weiter auf zum dänischen Kanzler der Herzogtümer und unterstand damit direkt dem Statthalter für die Herzogtümer Schleswig und Holstein. Gleichzeitig war er Amtmann im Amt Segeberg.

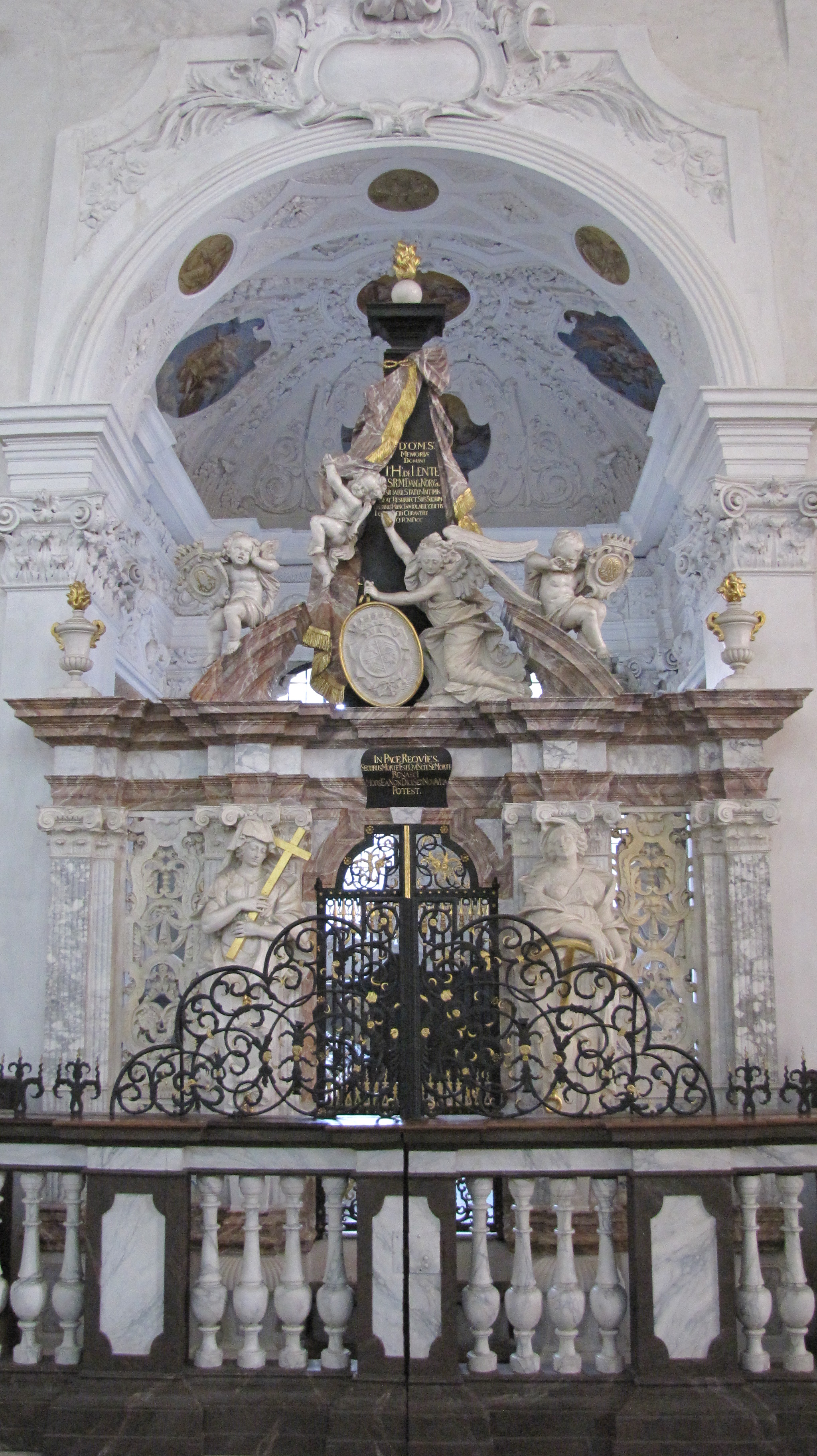
Grabkapelle im Lübecker Dom

Er war seit 1695 Ritter des Danebrog-Ordens. Johann Hugo von Lente, Erbherr auf Fresenburg und Sarlhausen, war verheiratet mit Margarethe († 1715), Tochter des Lübecker Ratsherrn Matthias von Bornefeldt. Er wurde gemeinsam mit seiner Ehefrau unter seiner von dem flämischen Bildhauer Thomas Quellinus ausgestalteten barocken Grabkapelle im südlichen Seitenschiff des Lübecker Doms bestattet. Das Portal der Kapelle mit seinen vier Pilastergruppen im korinthischen Stil und dem üppig beladenen Gesims darüber fällt neben den weiteren barocken Grabkapellen des Seitenschiffs aus dem Rahmen. Die in der Kapelle aufgestellten Särge sind die der Tochter Lentes, Charitas Emilia, und ihres Ehemannes, Hans Joachim von Holstein, die beide 1720 verstarben. Eine weitere Tochter, Anna Christina (1669–1753), heiratete 1695 den Rostocker Theologieprofessor und Superintendenten Johann Nikolaus Quistorp. Die Tochter Anna Christina (1695–1743) aus dieser Ehe wurde die Mutter von Wilhelm Alexander Schwollmann.